# 泰尔梅维利亚托雷
泰尔梅维利亚托雷（義大利語：Terme Vigliatore），是意大利西西里大区墨西拿廣域市的一个市镇。总面积13平方公里，人口7098人，人口密度546.0人/平方公里（2009年）。ISTAT代码为083106。